# Stieglbahn
| |                      |                                   |                                   |
| Streckenlänge: | 3,4 km               |                                   |                                   |
| Spurweite: | 1435 mm (Normalspur) |                                   |                                   |
| Streckenklasse: | C                    |                                   |                                   |
| |                      |                                   |                                   |
| \| \| \| von Salzburg Hbf \| \| \| \| 0,0 \| Salzburg Aiglhof \| Salzburg Aiglhof \| \| \| \| nach Rosenheim \| \| \| \| \| Glanbach \| \| \| \| 0,6 \| Umsetzanlage Lehen \| Umsetzanlage Lehen \| \| \| \| Körbleitengasse \| \| \| \| \| Girlingstraße \| \| \| \| \| Kleßheimer Allee \| \| \| \| \| Siezenheimer Straße \| \| \| \| \| Teisenberggasse \| \| \| \| \| Michael-Walz-Gasse \| \| \| \| \| Moserstraße \| \| \| \| \| Innsbrucker Bundesstraße \| \| \| \| \| Eichetstraße \| \| \| \| 3,1 \| Verkehrsstelle Stieglbrauerei \| Verkehrsstelle Stieglbrauerei \| \| \| \| Kendlerstraße \| \| \| \| \| Glanbach \| \| \| \| 3,4 \| Nebenanschlussbahn Stieglbrauerei \| Nebenanschlussbahn Stieglbrauerei \| |                      |                                   |                                   |
| Strecke |                      | von Salzburg Hbf                  | von Salzburg Hbf                  |
| Haltepunkt / Haltestelle | 0,0                  | Salzburg Aiglhof                  | Salzburg Aiglhof                  |
| Abzweig geradeaus und nach rechts |                      | nach Rosenheim                    | nach Rosenheim                    |
| Brücke über Wasserlauf |                      | Glanbach                          | Glanbach                          |
| Dienststation / Betriebs- oder Güterbahnhof | 0,6                  | Umsetzanlage Lehen                | Umsetzanlage Lehen                |
| Bahnübergang |                      | Körbleitengasse                   | Körbleitengasse                   |
| Bahnübergang |                      | Girlingstraße                     | Girlingstraße                     |
| Bahnübergang |                      | Kleßheimer Allee                  | Kleßheimer Allee                  |
| Bahnübergang |                      | Siezenheimer Straße               | Siezenheimer Straße               |
| Bahnübergang |                      | Teisenberggasse                   | Teisenberggasse                   |
| Bahnübergang |                      | Michael-Walz-Gasse                | Michael-Walz-Gasse                |
| Bahnübergang |                      | Moserstraße                       | Moserstraße                       |
| Bahnübergang |                      | Innsbrucker Bundesstraße          | Innsbrucker Bundesstraße          |
| Bahnübergang |                      | Eichetstraße                      | Eichetstraße                      |
| Bahnhof | 3,1                  | Verkehrsstelle Stieglbrauerei     | Verkehrsstelle Stieglbrauerei     |
| Bahnübergang |                      | Kendlerstraße                     | Kendlerstraße                     |
| Brücke über Wasserlauf |                      | Glanbach                          | Glanbach                          |
| Betriebs-/Güterbahnhof Streckenende | 3,4                  | Nebenanschlussbahn Stieglbrauerei | Nebenanschlussbahn Stieglbrauerei |

Die Stieglbahn, auch Stieglgleis oder Stiegl-Schleppbahn genannt, ist eine 3,4 Kilometer lange Schleppbahn in den Salzburger Stadtteilen Lehen und Maxglan.
Die Bahnstrecke wird planmäßig ausschließlich im Güterverkehr betrieben, ist aber seit 1988 auch für den Personenverkehr zugelassen. Die normalspurige, nicht-elektrifizierte und durchgehend eingleisige Bahnstrecke zweigt 1,9 Kilometer westlich des Salzburger Hauptbahnhofs bei der Haltestelle Salzburg Aiglhof von der Bahnstrecke Rosenheim–Salzburg ab und stellt die Verbindung mit der namensgebenden Stieglbrauerei zu Salzburg her. Darüber hinaus werden noch neun weitere an der Strecke liegende Industriebetriebe mittels diverser Gleisanschlüsse bedient.
Eröffnet wurde die Stieglbahn am 16. Februar 1920. Die Infrastruktur gehörte anfangs der Brauerei selbst, mit der Betriebsführung beauftragte man pachtweise die damalige Salzburger Eisenbahn- und Tramway-Gesellschaft (SETG). Nach deren Auflösung übernahm 1948 das Nachfolgeunternehmen Städtische Verkehrsbetriebe Salzburg den Betrieb, die wiederum 1950 in den Salzburger Stadtwerken und 2000 in der Salzburg AG aufgingen. Diese bediente die Stieglbahn bis Ende 2020, wenngleich sich die Infrastruktur seit dem 1. Jänner 1977 im Besitz der eigens zu diesem Zweck gegründeten Anschlussbahnen AG befindet. Seit dem Jahr 2021 bedient die Salzburger Eisenbahn Transportlogistik (SETG) die Strecke im Auftrag der Stieglbrauerei.

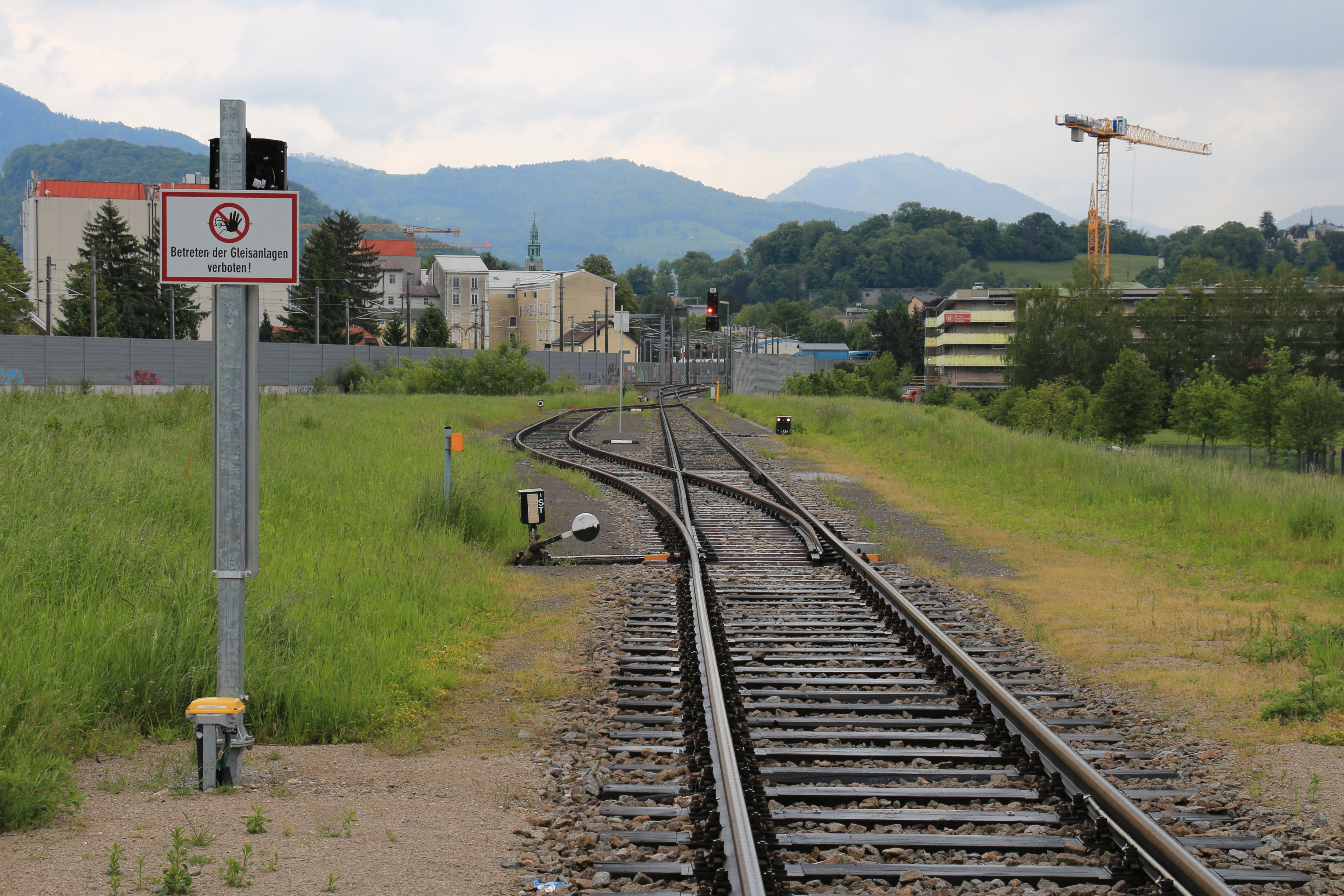
Die Umsetzanlage Lehen, im Hintergrund die ÖBB-Haltestelle Aiglhof
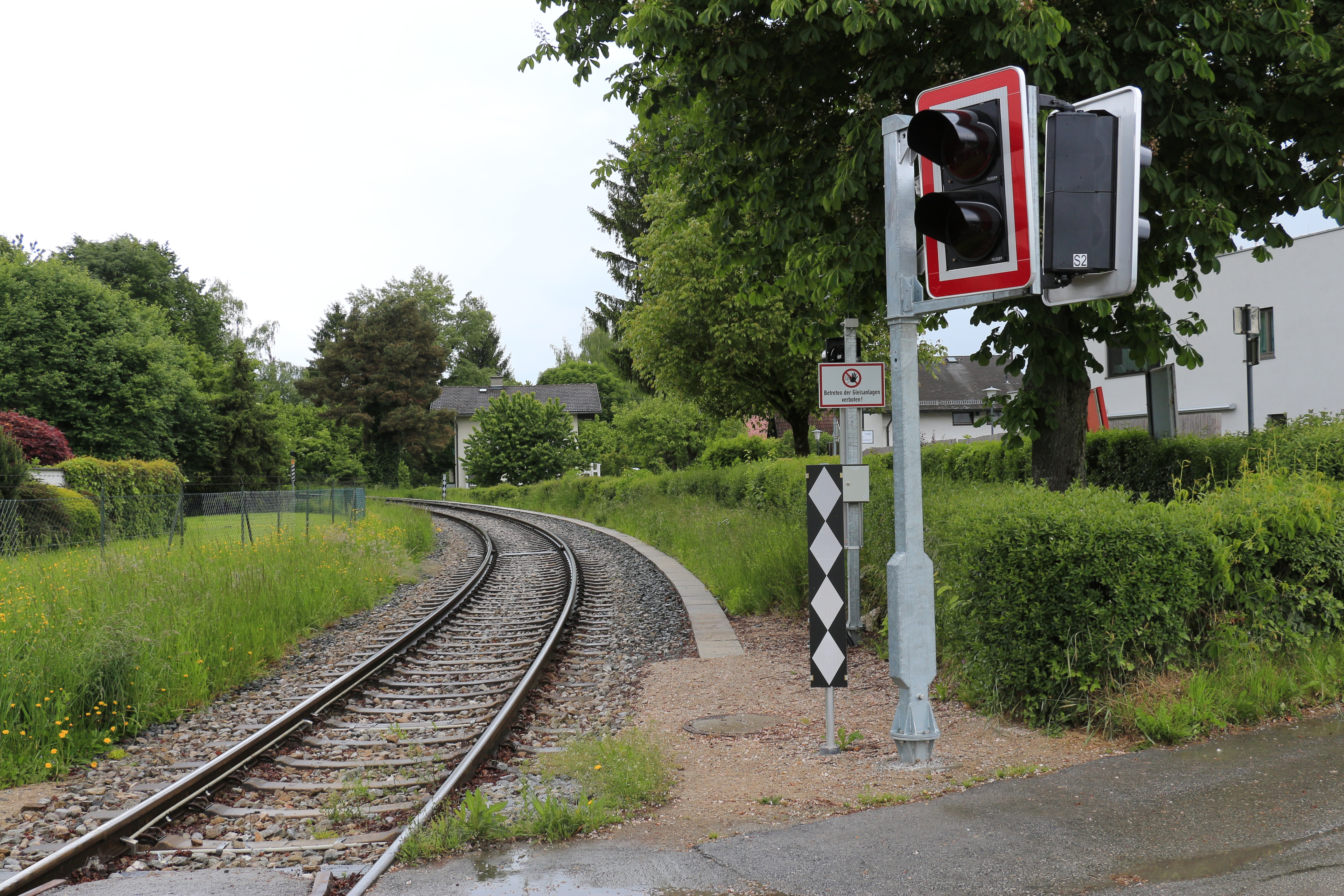
Bahnübergang Körblleitengasse

## Zukunft
Es bestanden Überlegungen, die Stieglbahn auszubauen und in die zeitweise angestrebte Regionalstadtbahn Salzburg (S-Link) zu integrieren. Im Februar 2025 startete die Salzburger Landtagspartei KPÖ plus eine Initiative für Personenverkehr auf der Stieglbahn und brachte dazu einen Antrag für eine Machbarkeitsstudie im Gemeinderat ein. Sowohl die Stadtregierung als auch die Salzburger Landesregierung äußerten sich zum Antrag vorsichtig positiv.